# Österfäbodtjärnen
Österfäbodtjärnen är en sjö i Sundsvalls kommun i Medelpad och ingår i Indalsälvens huvudavrinningsområde. Sjön har en area på 0,0323 kvadratkilometer och ligger 352,2 meter över havet.

## Delavrinningsområde
Österfäbodtjärnen ingår i det delavrinningsområde (697039-154381) som SMHI kallar för Ovan VDRID = Järkvisslebäcken i Indalsälvens vatt*. Medelhöjden är 234 meter över havet och ytan är 46,09 kvadratkilometer. Räknas de 2334 avrinningsområdena uppströms in blir den ackumulerade arean 25 011,67 kvadratkilometer. Avrinningsområdets utflöde Indalsälven mynnar i havet. Avrinningsområdet består mestadels av skog (75 procent). Avrinningsområdet har 4,6 kvadratkilometer vattenytor vilket ger det en sjöprocent på 8,8 procent.